# Miguel de las Cuevas
Miguel, właśc. Miguel Ángel de las Cuevas Barberá (ur. 19 czerwca 1986 w Alicante) – hiszpański piłkarz, gracz Córdoby.
Karierę rozpoczynał w Valencia CF, po czym przeszedł do Hércules CF. 1 lipca 2006 za sumę 425.000 euro podpisał kontrakt z Atlético Madryt.
W czasie przygotowań do sezonu 2006/2007, podczas których wziął z klubem udział w rozgrywkach o Puchar Teresy Herrera, 13 sierpnia 2006 w meczu z Nacionalem Montevideo doznał kontuzji kostki, która wykluczyła go z gry na ponad rok. 3 lutego 2008 zadebiutował w lidze w zremisowanym 1:1 spotkaniu z Realem Murcia. W 2009 roku został piłkarzem Sportingu Gijón.